# Antepipona crenula
Antepipona crenula (лат.) — вид одиночных ос рода Antepipona из семейства Vespidae (Eumeninae). Эндемик Вьетнама.

## Распространение
Юго-Восточная Азия: северный Вьетнам (национальный парк Сюаншон, провинция Футхо).

## Описание
Чёрные осы с яркими желтоватыми отметинами, длина около 1 см. Этот вид можно отличить от сородичей по следующей комбинации признаков: клипеус во фронтальном виде немного шире своей высоты; внутренние края сложного глаза сильно сходятся вентрально, во фронтальном виде немного более чем в 1,5 раза дальше друг от друга на вертексе, чем на клипеусе; мезоскутум короче ширины между тегулами (примерно на 0,9 короче ширины между тегулами), со слабым коротким продольным килем латерально; метанотум слабо выпуклый, с двумя крупными острыми бугорками; проподеум со слабо скошенными короткими килями, угол между боковой и дорсальной поверхностями закруглён, угол между дорсальной и задней поверхностями отогнут; стернит SII вдавлен в основании, при виде сбоку выпуклый от основания до апикального края. Вальва пениса около 1,7× длины базальной аподемы, в профиль апикальная часть сильно выдаётся в крупный округлый лепесток, апикальный край зубчатый. Брюшко с коротким широким стебельком T1 (петиоль), который лишь немного уже второго тергита. Вид был впервые описан в 2024 году.